# 尼尔斯·范通德尔达尔
尼尔斯·范通德尔达尔（荷蘭語：Nils van 't Hoenderdaal，1993年10月3日—）是一名荷兰男子场地自行车运动员。他曾在2018年世界場地自由車錦標賽联同队友在男子团体竞速赛项目上以42秒727的成绩夺得冠军。